# Leucauge camerunensis
Leucauge camerunensis este o specie de păianjeni din genul Leucauge, familia Tetragnathidae, descrisă de Strand, 1907.
Este endemică în Camerun. Conform Catalogue of Life specia Leucauge camerunensis nu are subspecii cunoscute.